# Lista de prefeitos de Jacareí
Esta é a lista de prefeitos e vice-prefeitos do município de Jacareí, estado brasileiro de São Paulo.
O prédio da Prefeitura chama-se Paço da Cidadania, sancionado pela Lei municipal nº 5.861, de 23 de maio de 2014, que substituiu a antiga denominação, Palácio Presidente Castelo Branco.
| Nº | Nome                            | Partido    | Vice-prefeito                   | Início do mandato       | Fim do mandato         | Observações |
| 1  | Lúcio Malta                     | PRP        | Benedito Quintino dos Santos    | 3 de julho de 1893      | 16 de junho de 1895    | Intendente |
| 2  | Carlos Frederico Moreira Porto  | PRP        | Diogo de Araújo Ferraz Sobrinho | 17 de junho de 1895     | 18 de junho de 1898    | Intendente |
| 3  | Diogo de Araújo Ferraz Sobrinho | PRP        | Herculano Teixeira D'Ássumpção  | 19 de junho de 1898     | 10 de julho de 1901    | Intendente |
| 4  | João Batista Moreira Porto      | PRP        | Policarpo de Magalhães Viotti   | 11 de julho de 1901     | 17 de dezembro de 1906 | Intendente |
| 5  | Francisco Antunes da Costa      | PRP        | Luiz Alves Vieira de Lima       | 18 de dezembro de 1906  | 10 de maio de 1910     | Intendente |
| 6  | Luiz Alves Vieira de Lima       | PRP        | Pomílio Mercadante              | 11 de maio de 1910      | 20 de dezembro de 1914 | Prefeito eleito indiretamente |
| 7  | Pompílio Mercadante             | PRP        | Salomão de Vasconcelos          | 21 de dezembro de 1914  | 4 de junho de 1921     | Prefeito eleito indiretamente |
| 8  | João Ferraz                     | PRP        | —                               | 5 de junho de 1921      | 19 de dezembro de 1927 | Prefeito eleito indiretamente |
| 9  | Gusmão Nogueira Porto           | PRP        | —                               | 20 de dezembro de 1927  | 13 de março de 1929    | Prefeito eleito indiretamente |
| 10 | Norberto de Alcântara           | PRP        | —                               | 14 de março de 1929     | 4 de novembro de 1930  | Prefeito eleito indiretamente |
| 11 | Antônio Jordão Mercadante       | PRP        | —                               | 5 de novembro de 1930   | 31 de dezembro de 1930 | Prefeito nomeado |
| 12 | Francisco Moraes                | PRP        | —                               | 1° de janeiro de 1931   | 6 de dezembro de 1932  | Prefeito nomeado |
| 13 | Francisco Antunes da Costa      | PRP        | —                               | 7 de dezembro de 1932   | 12 de dezembro de 1934 | Prefeito nomeado |
| 14 | Hélio Navarro da Cruz           | PD         | —                               | 13 de dezembro de 1934  | 31 de dezembro de 1937 | Prefeito nomeado |
| 15 | Odilon Augusto de Siqueira      | PD         | —                               | 1° de janeiro de 1938   | 22 de maio de 1940     | Prefeito nomeado |
| 16 | Ubirajara Mercadante Loureiro   | PD         | —                               | 23 de maio de 1940      | 2 de setembro de 1941  | Prefeito nomeado |
| 17 | Virgílio Carderelli             | PCSP       | —                               | 3 de setembro de 1941   | 22 de setembro de 1942 | Prefeito nomeado |
| 18 | Odilon Augusto de Siqueira      | PCSP       | —                               | 23 de setembro de 1942  | 4 de janeiro de 1945   | Prefeito nomeado |
| 19 | Gilberto Martins Moreira        | PLP        | —                               | 5 de janeiro de 1945    | 1º de janeiro de 1948  | Prefeito nomeado |
| 20 | Roberto Lopes Leal              | PSP        | Aníbal Paiva Ferreira           | 1º de janeiro de 1948   | 1º de janeiro de 1952  | Prefeito e vice eleitos em sufrágio universal. Entre 1949-50 licenciou-se muitas vezes. Abandonou o cargo em março de 1950. Luiz de Araújo Máximo ficou como prefeito substituto entre 1949-50. Ubirajara Loureiro, em 1951. |
| 21 | Luiz de Araújo Máximo           | PSP        | Nicola Capucci (PTB)            | 1º de janeiro de 1952   | 1º de janeiro de 1956  | prefeito e vice eleitos em sufrágio universal |
| 22 | João Victor Lamana              | PSP        | Hélio Navarro da Cruz           | 1º de janeiro de 1956   | 1º de janeiro de 1960  | Prefeito e vice eleitos em sufrágio universal |
| 23 | Antônio Nunes de Moraes Júnior  | PTN        | Jair Ferraz                     | 1º de janeiro de 1960   | 1º de janeiro de 1964  | Prefeito e vice eleitos em sufrágio universal |
| 24 | José Christóvão Arouca          | PTN/ ARENA | Benedito Garboci                | 1º de janeiro de 1964   | 1º de janeiro de 1969  | Prefeito e vice eleitos em sufrágio universal |
| 25 | Malek Assad                     | ARENA      | Geraldo Braga                   | 1º de janeiro de 1969   | 31 de janeiro de 1973  | Prefeito e vice eleitos em sufrágio universal |
| 26 | Antônio Nunes de Moraes Júnior  | ARENA      | Thelmo de Almeida Cruz          | 1º de fevereiro de 1973 | 31 de janeiro de 1977  | Prefeito e vice eleitos em sufrágio universal |
| 27 | Benedicto Sérgio Lencioni       | ARENA /PDS | Dionísio Ottoboni               | 1º de fevereiro de 1977 | 31 de janeiro de 1983  | Prefeito e vice eleitos em sufrágio universal mandato prorrogado por Constituição |
| 28 | Thelmo de Almeida Cruz          | PMDB       | Demésio Rodrigues da Mota       | 1º de fevereiro de 1983 | 31 de dezembro de 1988 | Prefeito e vice eleitos em sufrágio universal para mandato de 5 anos e 10 meses |
| 29 | Osvaldo da Silva Arouca         | PDT/PL     | Aldo Lopes da Costa             | 1º de janeiro de 1989   | 31 de dezembro de 1992 | Prefeito e vice eleitos em sufrágio universal |
| 30 | Thelmo de Almeida Cruz          | PMDB       | Demésio Rodrigues da Mota       | 1º de janeiro de 1993   | 31 de dezembro de 1996 | Prefeito e vice eleitos em sufrágio universal |
| 31 | Benedicto Sérgio Lencioni       | PSDB /PTB  | Armando Fiorentino Gullo        | 1º de janeiro de 1997   | 31 de dezembro de 2000 | Prefeito e vice eleitos em sufrágio universal |
| 32 | Marco Aurélio de Souza          | PT         | Maria Cristina de Paula Machado | 1º de janeiro de 2001   | 31 de dezembro de 2004 | Prefeito e vice eleitos em sufrágio universal |
| 32 | Marco Aurélio de Souza          | PT         | Davi Monteiro Lino (PPS)        | 1º de janeiro de 2005   | 31 de dezembro de 2008 | Prefeito reeleito e vice eleito em sufrágio universal |
| 33 | Hamilton Ribeiro Mota           | PT         | Adel Charaf Eddine (PPS)/(PMDB) | 1º de janeiro de 2009   | 31 de dezembro de 2012 | Prefeito e vice eleitos em sufrágio universal |
| 33 | Hamilton Ribeiro Mota           | PT         | Adel Charaf Eddine (PPS)/(PMDB) | 1º de janeiro de 2013   | 31 de dezembro de 2016 | Prefeito e vice reeleitos em sufrágio universal |
| 34 | Izaias José de Santana          | PSDB       | Edgard Takashi Sasaki (PSDC)    | 1º de janeiro de 2017   | 31 de dezembro de 2020 | Prefeito e vice eleitos em sufrágio universal |
| 34 | Izaias José de Santana          | PSDB       | Rosana Gravena (DEM)            | 1º de janeiro de 2021   | 31 de dezembro de 2024 | Prefeito reeleito e vice eleita em sufrágio universal |
| 35 | Celso Florêncio                 | PL         | Edgard Takashi Sasaki (PSDB)    | 1° de janeiro de 2025   | Atualidade             | Prefeito e vice eleitos em sufrágio universal |